# Royal White Star Brüssel
Royal White Star Bruxelles, im deutschen Sprachraum bekannt als Royal White Star Brüssel, White Star Brüssel oder RWS Brüssel, war ein belgischer Fußballverein aus der Gemeinde Woluwe-Saint-Lambert in der Region Brüssel-Hauptstadt.
Der Verein entstand im Jahr 1981 als Produkt der Fusion des White Star Woluwe FC (gegründet 1948 als Kappelleveld FC) mit Sporting Malou (gegründet 1974 als Union Sportive Malou) und nannte sich White Star Malou Woluwe. 1994 kehrte man zur Bezeichnung eines der Vorgängervereine zurück und änderte den Namen in White Star Woluwe FC. Nach Anerkennung durch die Société Royale erhielt man 2005 den Namenszusatz Royal und nannte sich fortan Royal White Star Woluwe FC. Seit 2013 trug der Verein seinen aktuellen Namen Royal White Star Bruxelles.
Aufgrund Überschuldung wurde der Verein im Oktober 2017 durch Entscheidung des erstinstanzlichen Zivilgerichtes von Brüssel aufgelöst.

## Ehemalige Spieler
- Michael Ratajczak
- Grégory Christ